# Poncha

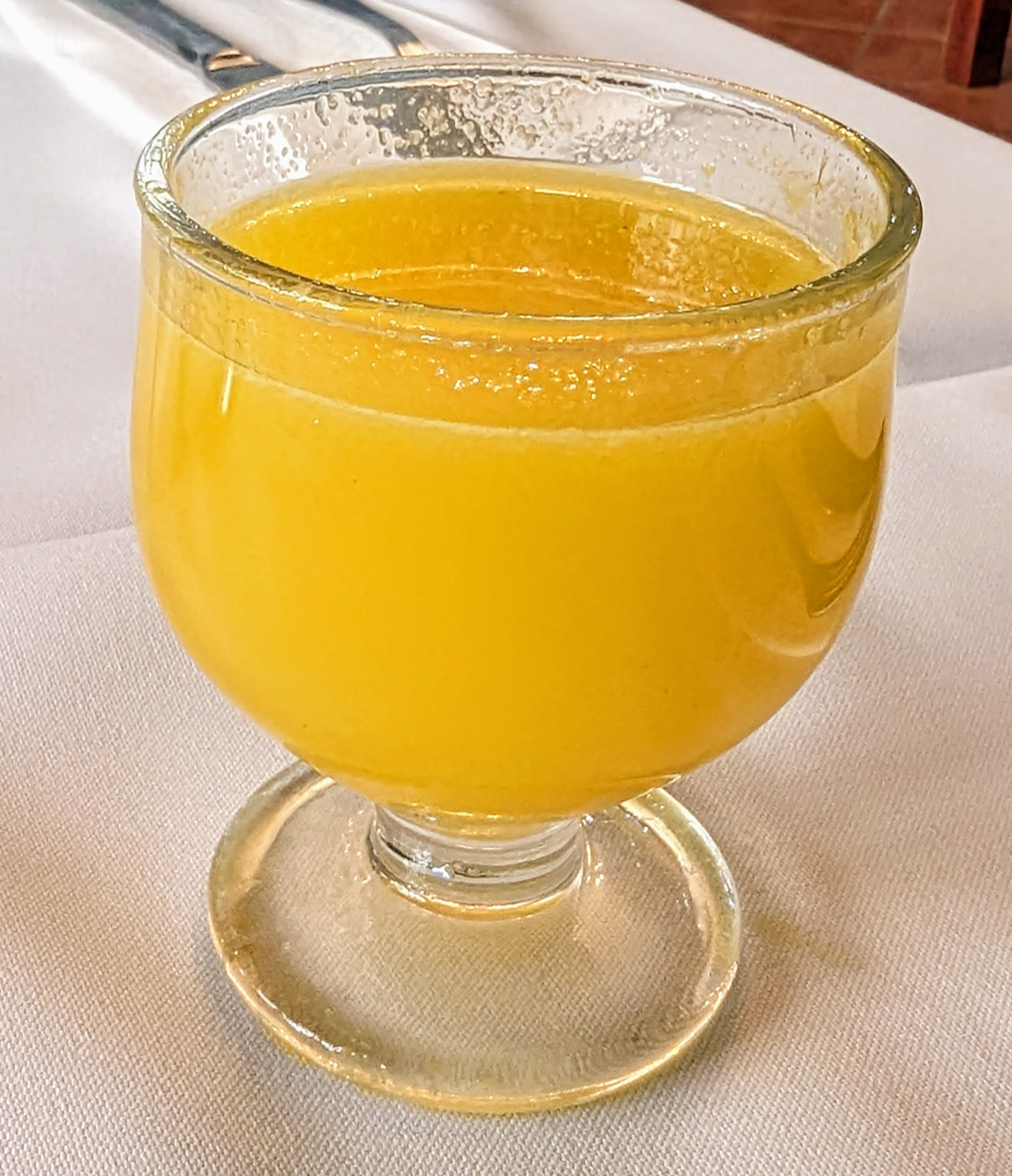
Een glas poncha

Poncha is een traditionele alcoholische drank afkomstig van het Portugese eiland Madeira. De drank is gemaakt van aguardente de cana (een gedestilleerde drank gemaakt van suikerrietsap), honing of suiker, en meestal sinaasappel- of citroensap. Er kunnen ook andere vruchtensappen worden gebruikt. Traditioneel wordt poncha geserveerd in kleine glaasjes, soms met ijsblokjes. Vaak worden er ook snacks zoals pinda's of "tremoços" (lupinebonen) bij geserveerd.
Sinds 2014 heeft "poncha da Madeira" de status van Beschermde Geografische Aanduiding gekregen van de Europese Unie, wat betekent dat de naam alleen gebruikt mag worden voor poncha die op Madeira is gemaakt.
Tegenwoordig is poncha een populaire drank op Madeira, zowel onder de lokale bevolking als toeristen. De cocktail wordt in veel bars en restaurants geserveerd en vaak vers bereid. Er wordt lokaal geloofd dat poncha geneeskrachtige eigenschappen heeft, met name in verband met de behandeling van verkoudheid.

## Geschiedenis
Er bestaan verschillende theorieën over hoe poncha is ontstaan. Één theorie suggereert dat poncha is ontstaan als een manier om citroenen te conserveren tijdens de ontdekkingsreizen, om scheurbuik te voorkomen. Volgens deze theorie bewaarden zeelieden citroenen in aguardente en rietsuiker uit Madeira, waardoor de basis voor poncha werd gelegd.
Een andere theorie verbindt de oorsprong van poncha met vissers uit Câmara de Lobos. Deze vissers dronken de drank om warm te blijven voordat ze de zee op gingen.
Er wordt ook gesuggereerd dat poncha is ontstaan uit de Indiase drank "pãnch", wat "vijf" betekent in het Hindi en verwijst naar de vijf ingrediënten van de drank. Dezelfde naam was ook de inspiratie voor de drank "punch". Deze drank zou door Engelse reizigers in de 18e eeuw vanuit India naar Madeira zijn gebracht.

## Bereiding

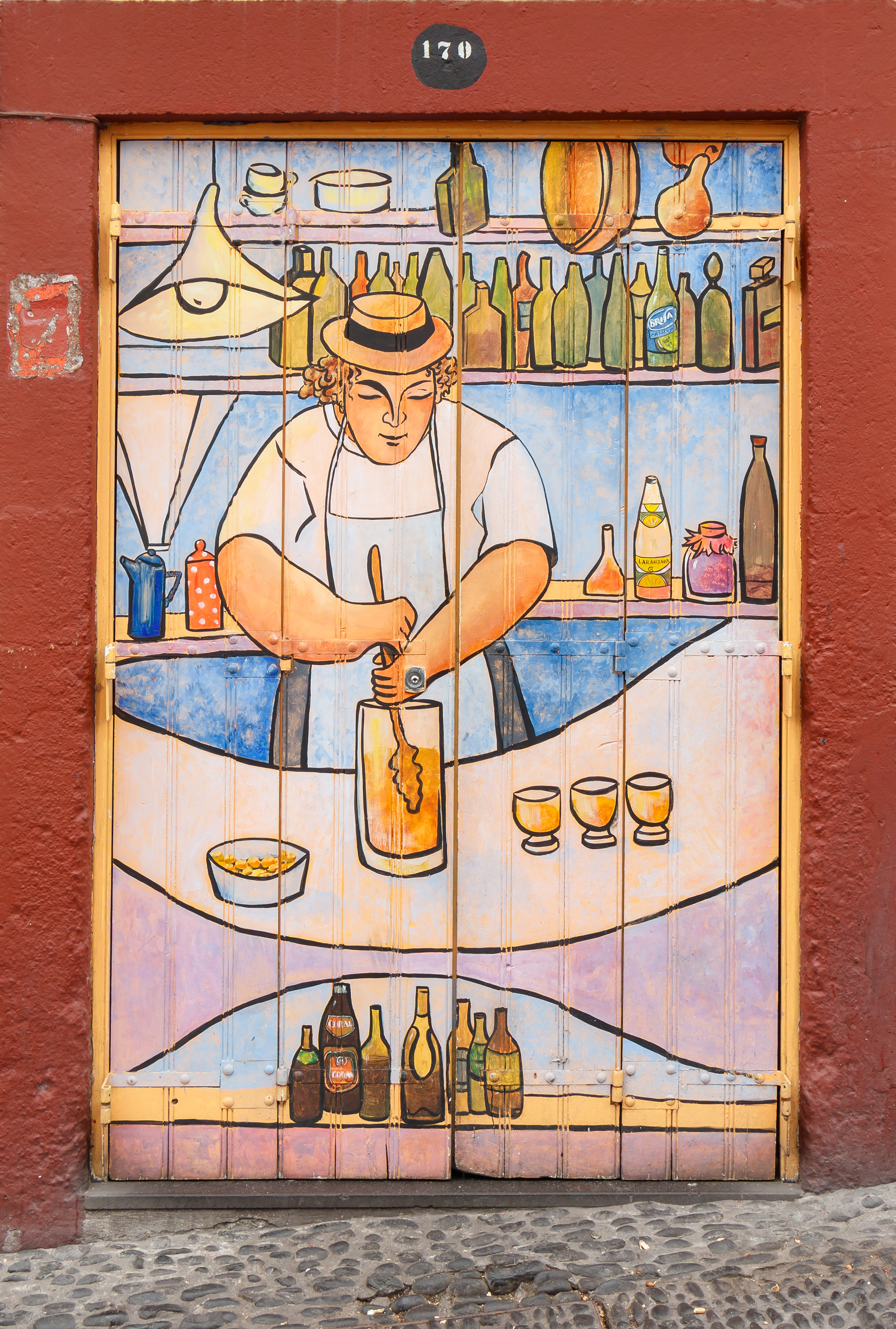
Een deurschildering, onderdeel van artE de pORtas abERtas, die de bereiding van poncha afbeeldt.

Poncha wordt traditioneel gemengd met een "mexelote", een houten stamper die in de volksmond "caralhinho" wordt genoemd, wat "kleine piemel" betekent. Hierbij wordt eerst de citroenschil met suiker fijngestampt met de mexelote. Vervolgens worden het citroensap, de honing of suiker, en aguardente toegevoegd.

## Varianten
- Poncha à Pescador: Beschouwd als de originele poncha dat werd gedronken door vissers, gemaakt met aguardente, citroensap en suiker.
- Poncha Regional: Deze variant bevat ook sinaasappelsap naast aguardente, citroensap en suiker. Sommige variaties gebruiken honing in plaats van suiker.
- Poncha da Tangerina: Deze variant voegt naast sinaasappelsap ook mandarijnen toe.
- Poncha de Maracujá: Deze variant combineert passievruchtpulp met suiker en aguardente de cana.
- Poncha de Hortela: Deze variant gebruikt munt (hortela) en heeft een groene kleur.

Andere vruchten die gebruikt kunnen worden zijn, onder andere, ananas, aardbei, perzik en tamarillo. In sommige varianten wordt aguardente de cana vervangen door Madeira-wijn of rum.